# شبم
الشبم أو تضيق القلفة (بالإنجليزية: phimosis)‏ ويسمى ايضاً الجُلاَع وهو تضيق حشفة القضيب الناجم عن تضيّق دائرة القلفة أي الجلد الذي يغطي الحشفة.حيث تضيق فتحة القلفة، بحيث لا يمكن إرجاع الجلدة الأمامية، وهو عادة مرض خلقي، ولكنه قد يتطور نتيجة تليف التهابي. .
عند المراهقين والبالغين، قد يؤدي ذلك إلى الشعور بالألم أثناء الانتصاب، ولكنه لا يكون مؤلمًا عمومًا. يتعرض المصابون لخطر أكبر للإصابة بالتهاب الحشفة، ومضاعفات أخرى.
تحل الحالة عادة بحلول سن 18 عامًا. لا ينبغي بذل جهود لسحب القلفة للوراء خلال السنوات الأولى من حياة الشاب. بالنسبة لأولئك الذين لا تتحسن حالتهم أكثر، يمكن إعطاء الوقت أو استخدام كريم الستيرويد لمحاولة تخفيف الجلد المشدود. إذا كانت هذه الطريقة جنبًا إلى جنب مع تمارين الشد غير فعالة، فقد يوصى باستخدام علاجات أخرى مثل الختان.

## السبب
على الأغلب يكون السبب خلقياً يظهر منذ الولادة.

## الأعراض
تتميز الأعراض في هذا المرض تضيق القلفة وصعوبة الانكماش، الأعراض المرتبطة بهذه الحالة قليلة، وأحياناً يضاف إليها دفق بول خفيف أو آلام يشعر بها المرء لدى التبول. وقد يكون الشبم مسؤولاً عن التهابات داخلية في حال سوء النظافة عند مستوى الحشفة، أو في حال الأنكماش ولكن هذه الحالة تعد نادرة. عادةً يكون هناك ألم، حرارة، تضخم.

## العلاج
الشبم الفسيولوجي، شائع عند الذكور بعمر 10 سنوات فما تحت، طبيعي ولا يتطلب تدخلًا. عادة ما تصبح القلفة غير القابلة للانكماش قابلة للسحب خلال فترة البلوغ.
إذا كان الشبم عند الأطفال الأكبر سنًا أو البالغين لا يسبب مشاكل حادة وشديدة، فقد تكون الإجراءات غير الجراحية فعالة. غالبًا ما يُحدد العلاج بما إذا كان يُنظر إلى الختان خيارًا أخير أو بعده المسار المفضل.
تعتبر كريمات الستيرويد الموضعية مثل بيتاميثازون وموميتازون فوروات وكورتيزون فعالة في علاج الشبم ويجب أخذها في الاعتبار قبل الختان. من المفترض أن الستيرويدات تعمل عن طريق تقليل استجابات الجسم الالتهابية والمناعة، وكذلك عن طريق ترقق الجلد.
تتراوح الطرق الجراحية من الإزالة الكاملة للقلفة إلى المزيد من العمليات الصغيرة لتخفيف ضيق القلفة. أحيانًا يُجرى الختان من أجل الشبم، وهو علاج فعال؛ ومع ذلك، أصبحت هذه الطريقة أقل شيوعًا اعتبارًا من عام 2012.

## وصلات إضافية
- Phimosis